# Chronica maiora
«Chronica maiora» (Велика хроніка) — англійська латиномовна ілюстрована хроніка історії світу. Написана близько 1259 року. Автор тексту й ілюстратор — англійський історик Матвій Паризький, бенедиктинський монах із абатства святого Альбана. Найвідоміша праця автора. Починається від сотворення світу й завершується подіями 1259 року, роком смерті Матвія. Поділяється на три томи-частини: (1) події до 1188 р., (2) події 1189—1253 рр., (3) події 1254—1259 рр. Перші дві зберігаються у Колегіумі Тіла Христового в Кембриджі; остання — в Британській бібліотеці, у відділі королівських рукописів (Royal MS 14 C VII). Список Британської бібліотеки з останньою частиною поєднаний у збірник із іншою працю Матвія Паризького — «Історію англійців» (Historia Anglorum). Джерелами хроніки був багатий архівний матеріал VIII—XIII ст., список якого зібраний в окремому томі — «Книзі додатків» (Liber Additamentorum). Основна увага твору зосереджена на Англії, проте автор також повідомляє про події в Норвегії, Угорщині, Сицилії і державах хрестоносців. У хроніці згадуються монгольська навала на Європу, конфлікт імператора Фрідріха II зі Святим Престолом, початок війни баронів у Англії. В роботі вміщені численні авторські мініатюри, а також найбільш ранні карти Британії і Святої Землі, які дійшли до нас. Вперше опублікована 1571 року. Цінне джерело з історії, геральдики та мистецтва католицької Європи часів середньовіччя. Один із уцілілих зразків англійського готичного рукописання.

## Структура
- Частина І: події від сотворення світу до 1188 р. (Cambridge, Corpus Christi College, MS 026: Matthew Paris OSB, Chronica maiora I; ff. 2 + 6 + 140 + 2 + 1) Онлайн [Архівовано 12 серпня 2020 у Wayback Machine.]
- Частина ІІ: події 1189—1253 рр. (Cambridge, Corpus Christi College, MS 016I: Matthew Paris OSB, Chronica maiora II; ff. 5 + 281) Онлайн [Архівовано 12 серпня 2020 у Wayback Machine.]
- Частина ІІІ:  події 1254—1259 рр. (Matthew Paris, Historia Anglorum , Chronica majora, Part III; ff. 157r-218v) Онлайн [Архівовано 16 грудня 2015 у Wayback Machine.]. Вміщена у збірник, в якому вміщені карти і «Історія англійців».

## Видання
- Matthew Parker (1571)
- William Wats (1641)
- Henry Richards Luard, for the Rolls series (1872–80): vol 1, vol 2, vol 3, vol 4, vol 5, vol 6 (the Additamenta), vol 7 (Index and Glossary)
- Felix Liebermann, for the MGH (1888) (Excerpts)

## Переклади
- John Allen Giles (1852–54), vol 1, vol 2, vol 3 [1235 to 1259 only, from Wats, with the continuation to 1273]
- The Chronicles of Matthew Paris: Monastic Life in the Thirteenth Century (ed. and transl. by R. Vaughan). Gloucester, 1984.

## Ілюстрації

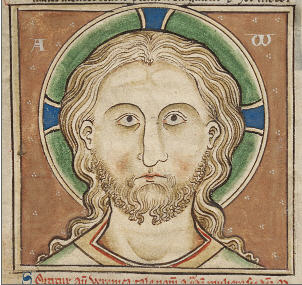
Христос
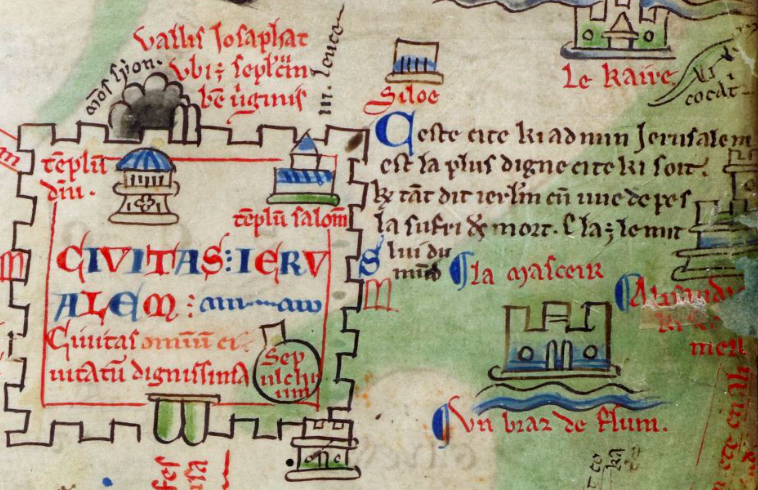
План Єрусалима
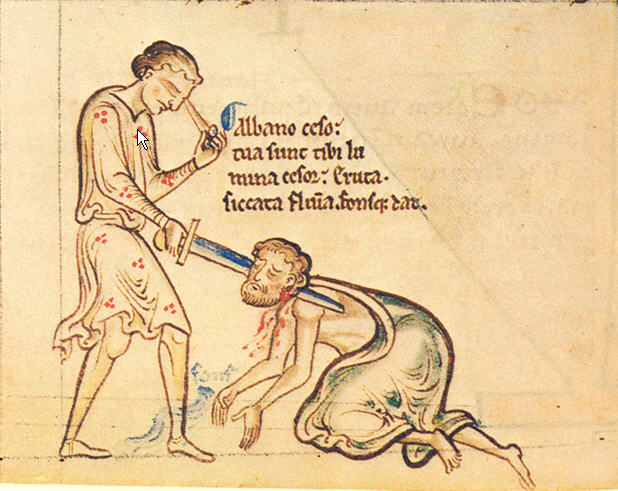
Святий Альбан
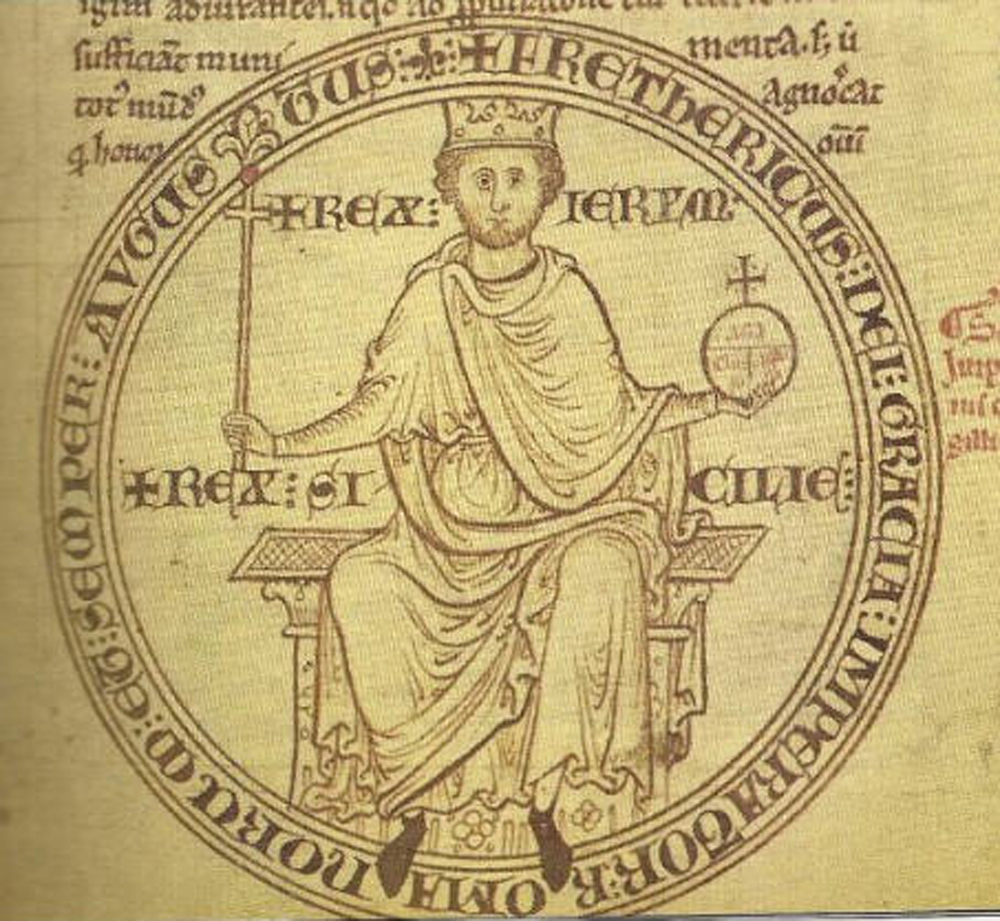
Фрідріх ІІ
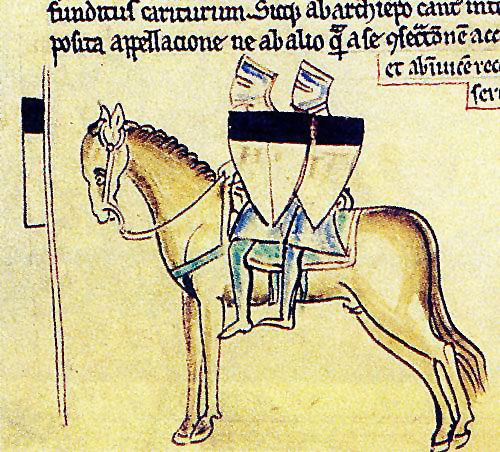
Тамплієри
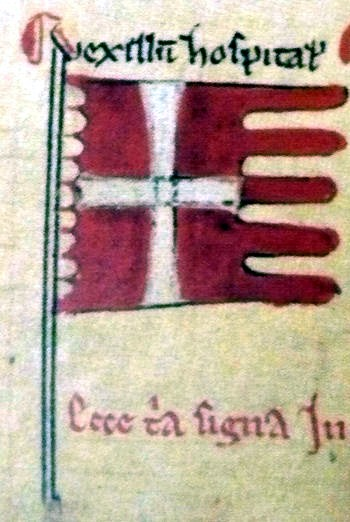
Прапор госпітальєрів
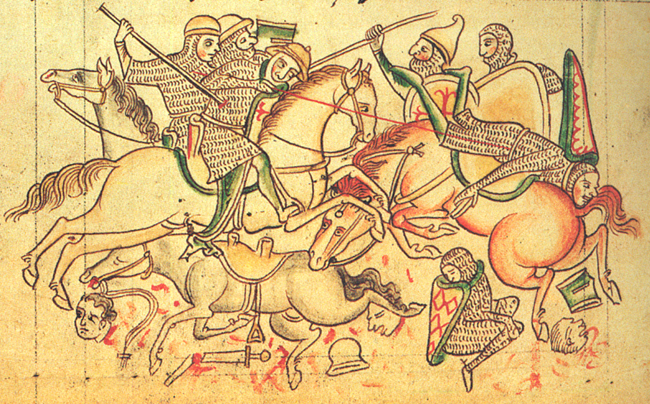
Битва при Дамієті
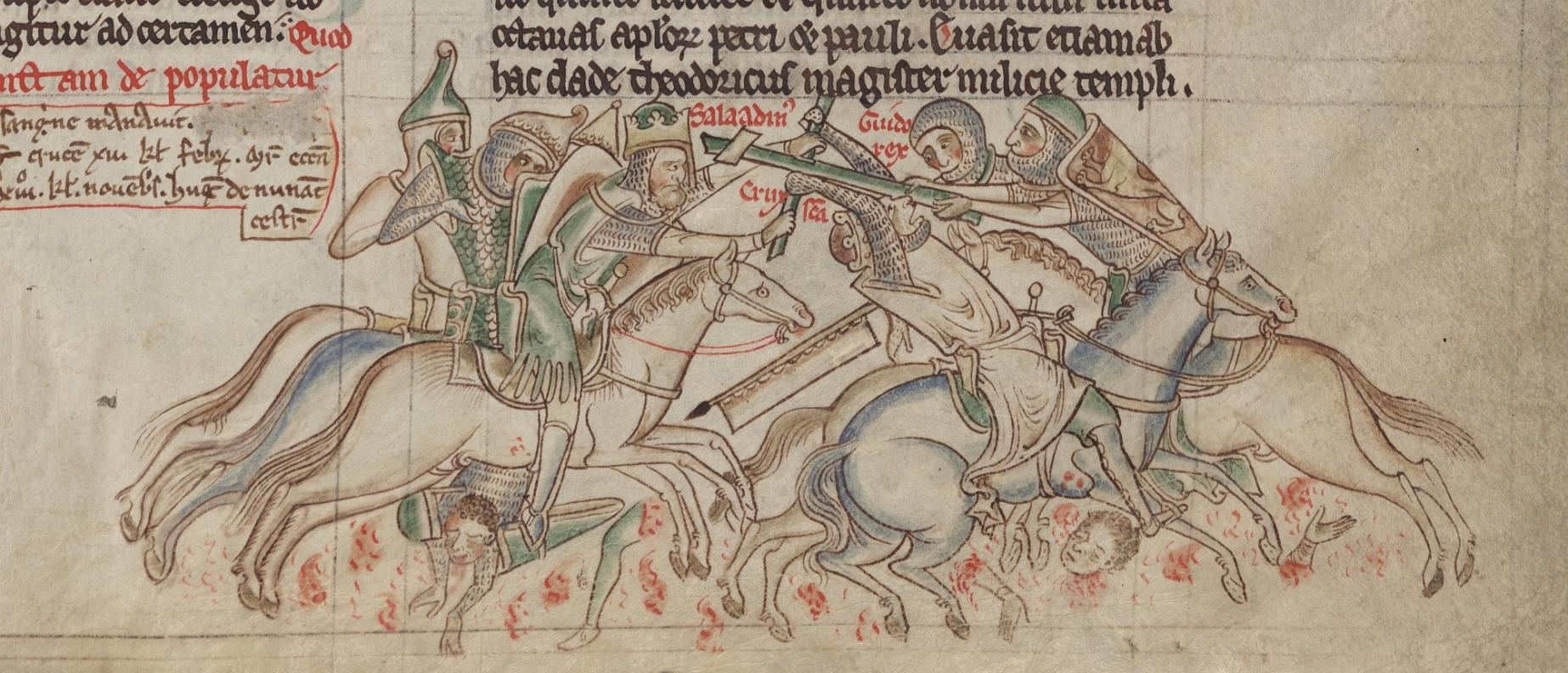
Саладін і Гі Лузіньянський
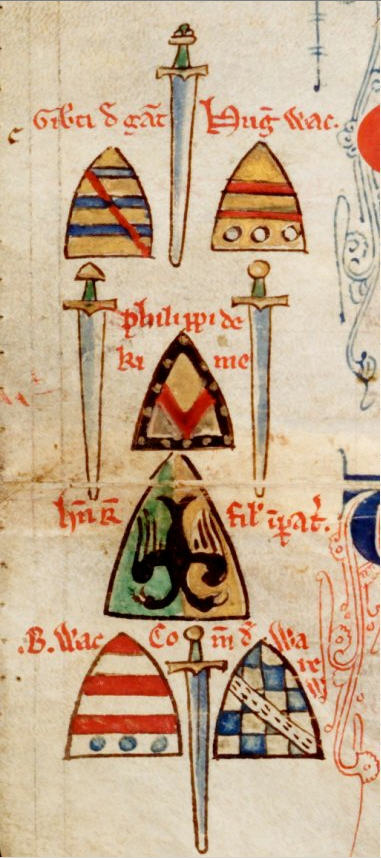
Герби
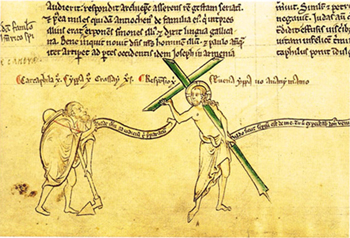
Вічний жид
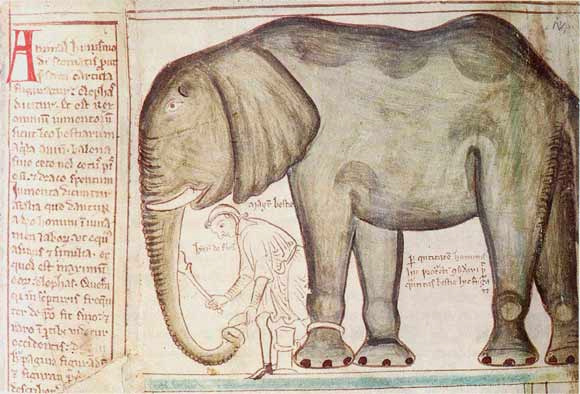
Слон
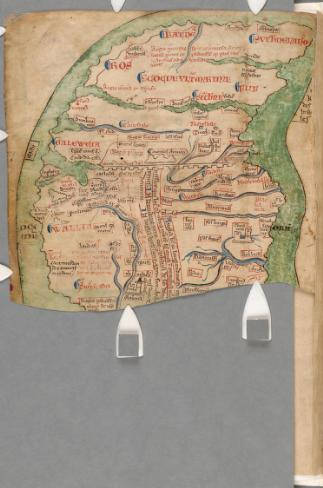
Карта Британії

## Додатково
- «Велика хроніка» містить одне з перших відомих зображень вічного жида, який бив і дошкуляв Ісусу на його шляху до розп'яття, через що був приречений до нещасть і поневірянь на Землі до Другого Пришестя[2].
- У хроніці звеличується імператор Фрідріх II і критикується Святий Престол[3].